# Henri Royer (architecte)
Pour les articles homonymes, voir Henri Royer et Royer.
Henri Royer (né le 8 août 1885 à Bar-le-Duc et mort à Nice le 30 mai 1974) est un architecte français qui a largement contribué à la reconstruction de la ville de Reims après la Première Guerre mondiale. 
Il est notamment l'architecte du monument aux morts de Reims construit entre 1924 et 1930.
Il a également été l'architecte des PTT.
Une rue de Reims porte son nom avec une année de naissance erronée (1889).